# Exsilirarcha
Exsilirarcha é um gênero de mariposa pertencente à família Crambidae.